# Черноморский рубеж

Маршрут марафона «Черноморский рубеж»

«Черноморский рубеж» — гребной марафон по пересечению Чёрного моря на лодке для прибрежной гребли, проводившийся 20 — 22 июля 2018 года. В ходе марафона установлено три рекорда: два Гиннесса и один российский. Все члены команды — бывшие и действующие профессиональные гребцы, участники Олимпийских игр, чемпионы Европы и призёры мировых первенств, чемпионы России. Главной целью марафона явилась популяризация спорта и здорового образа жизни.

## Организация и подготовка
Автором идеи переплыть море на лодке для прибрежной гребли, а также организатором и участником проекта выступил Сергей Владимирович Мелихов, учредитель ГК «Русмедиа». Соавтором проекта стал Сергей Шушин. Всего в заплыве приняли участие 12 гребцов.
Подготовка к заплыву заняла около полугода. С февраля по июль команда тренировались на гребном канале реки Дон и в Таганрогском заливе. Одним из мест подготовки гребцов стал Региональный тренировочный центр по гребным видам спорта в г. Ростове-на-Дону, созданный в рамках Федеральной целевой программы «Развитие физической культуры и спорта в Российской Федерации на 2016—2020 годы». В итоге был выработан определённый график движения и техника пересадки спортсменов во время движения лодки: каждые 20 минут рулевой менял одного из 4-х гребцов специально разработанным способом, благодаря чему спортсмены не сжигали мышцы.
Лодка — академическая «четверка» — рассчитана на пять человек — четырёх гребцов и рулевого. Ширина лодки 1,35 метра, длина — 10,7, вес 140 кг. Лодка была предоставлена федерацией гребного спорта РФ.

## Маршрут

Гребцы на маршруте

Из всех вариантов маршрута морского перехода бал выбран маршрут Трабзон — Сочи. В связи с требованиями Книг рекордов Гиннесса и России, весь путь был поделен на три отрезка. В пути команду сопровождало три яхты, на которых были представители прессы, врач и остальные члены экипажа. Одной из трудностей для спортсменов стала переменчивая погода — неблагоприятные циклоны с двух сторон маршрута, между которыми необходимо было найти окно. Прохождение маршрута стало возможным благодаря благоприятной погоде. В ходе заплыва велась непрерывная видеосъемка и видеофиксация, что являлось одним из условий Книги Гиннесса Средняя скорость составила 10-12 километров в час..
Первые 50 миль (92,6 км) маршрута были пройдены на время. Движение происходило ночью, ориентиром служил кормовой фонарь яхты сопровождения. В 6:06 21 июля, за 7 часов 55 минут непрерывного движения, первая команда прошла дистанцию в 50 миль, тем самым установив первый рекорд Гиннесса.
21 июля во время остановки произведена пересадка, после чего марафон продолжила вторая команда, задачей которой было преодолеть
максимально возможное расстояние за 12 часов. Движение на данном этапе происходило днем при высокой температуре воздуха. Установлен ещё один мировой рекорд.
Оставшийся отрезок в 76 км был пройден на время, спортсмены меняли друг друга каждые 2,5 — 3 часа. Марафон закончен 22 июля 2018 года в 2:55 в порту Сочи.

## Рекорды
За 28 часов 18 минут команда преодолела 289 км по открытой воде от Трабзона до Сочи.
- Рекорд России: от порта Трабзона до сочинской гавани лодка прошла 289 км за 28 часов 18 минут[8]. Состав команды: Мелихов Сергей Владимирович, Шушин Сергей Васильевич, Салов Игорь Николаевич, Бабков Иван Викторович, Токарь Евгений Александрович, Погоня Максим Анатольевич, Москалев Степан Игоревич, Устинов Михаил Павлович, Самсонов Юрий Анатольевич, Доротенко Павел Саргеевич, Мелихов Максим Владимирович, Кочка Владимир Анатольевич.
- Мировой рекорд по самому быстрому прохождению 50 морских миль (92,6 км) по открытой воде на академической лодке — за 7 часов 55 минут.[3] Команда в составе Мелихова Сергея Владимировича, Шушина Сергея Васильевича, Салова Игоря Николаевича, Бабкова Ивана Викторовича, Токаря Евгения Александровича.
- Мировой рекорд — наибольшее расстояние (120 км), пройденное в открытом море на весельной лодке за 12 часов[8]. Состав команды: Погоня Максим Анатольевич, Москалев Степан Игоревич, Устинов Михаил Павлович, Самсонов Юрий Анатольевич, Доротенко Павел Сергеевич.

«Ростовчанам удалось сделать практически невозможное, установив два мировых рекорда в такие короткие сроки. Это большой вклад не только в поддержку донского, но и отечественного спорта»— министр спорта Ростовской области Самвел Аракелян

«Гордимся донскими гребцами, установившими сразу два мировых рекорда!»— Василий Голубев
Губернатор Ростовской области
Пересечение 289 км Чёрного моря на лодке для прибрежной гребли за 28 часов 18 минут только за счет силы мышц осуществлено впервые в истории.

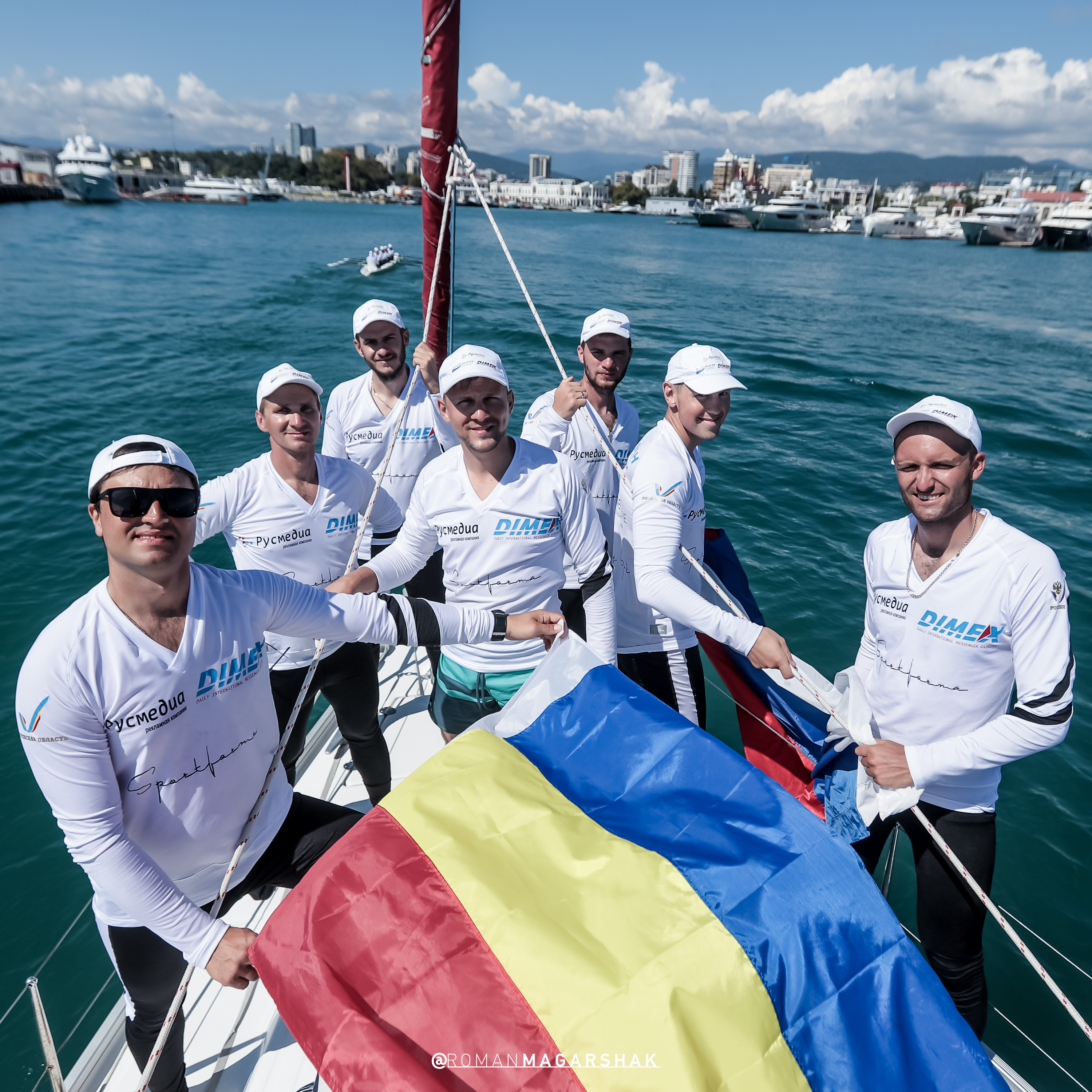
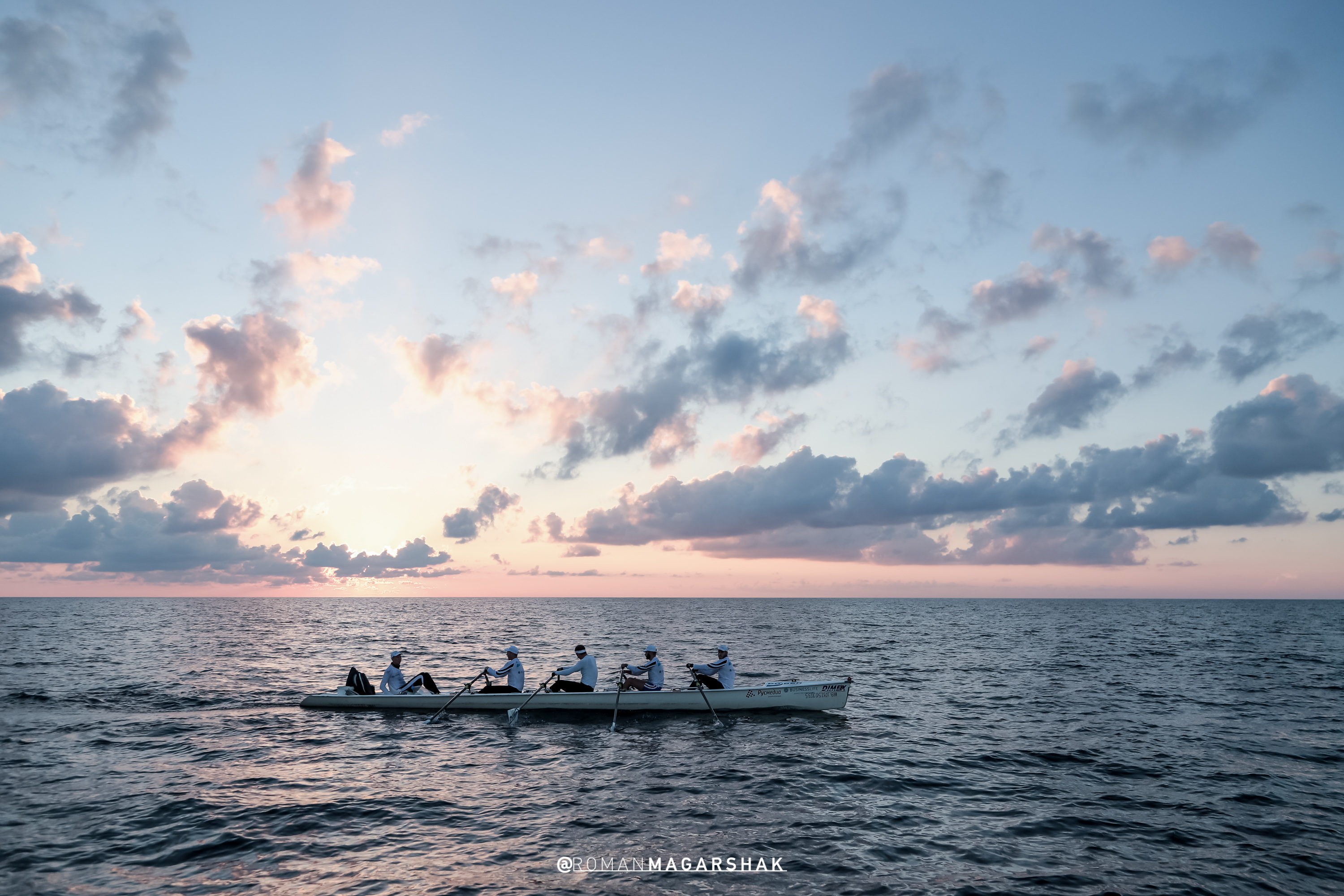
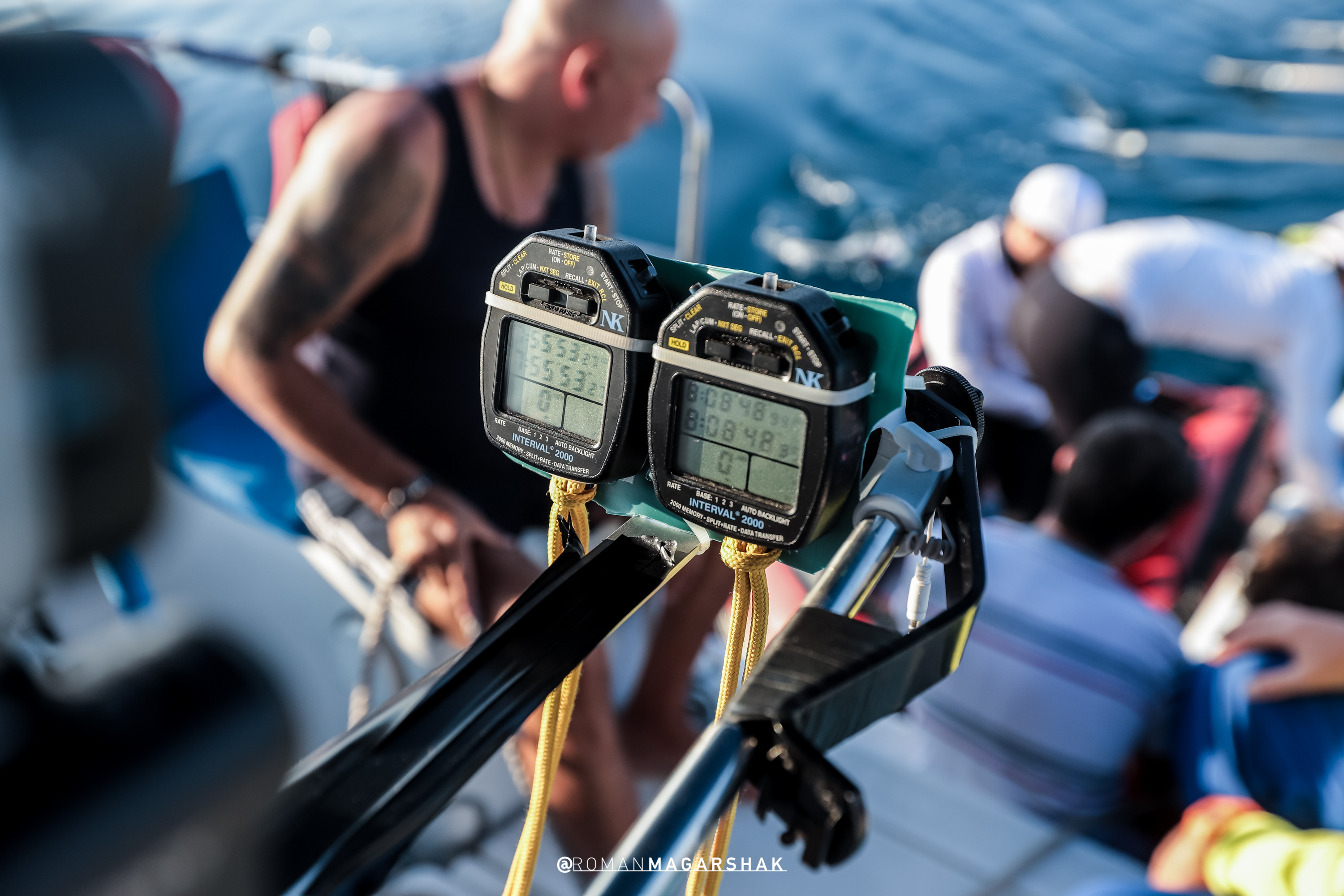
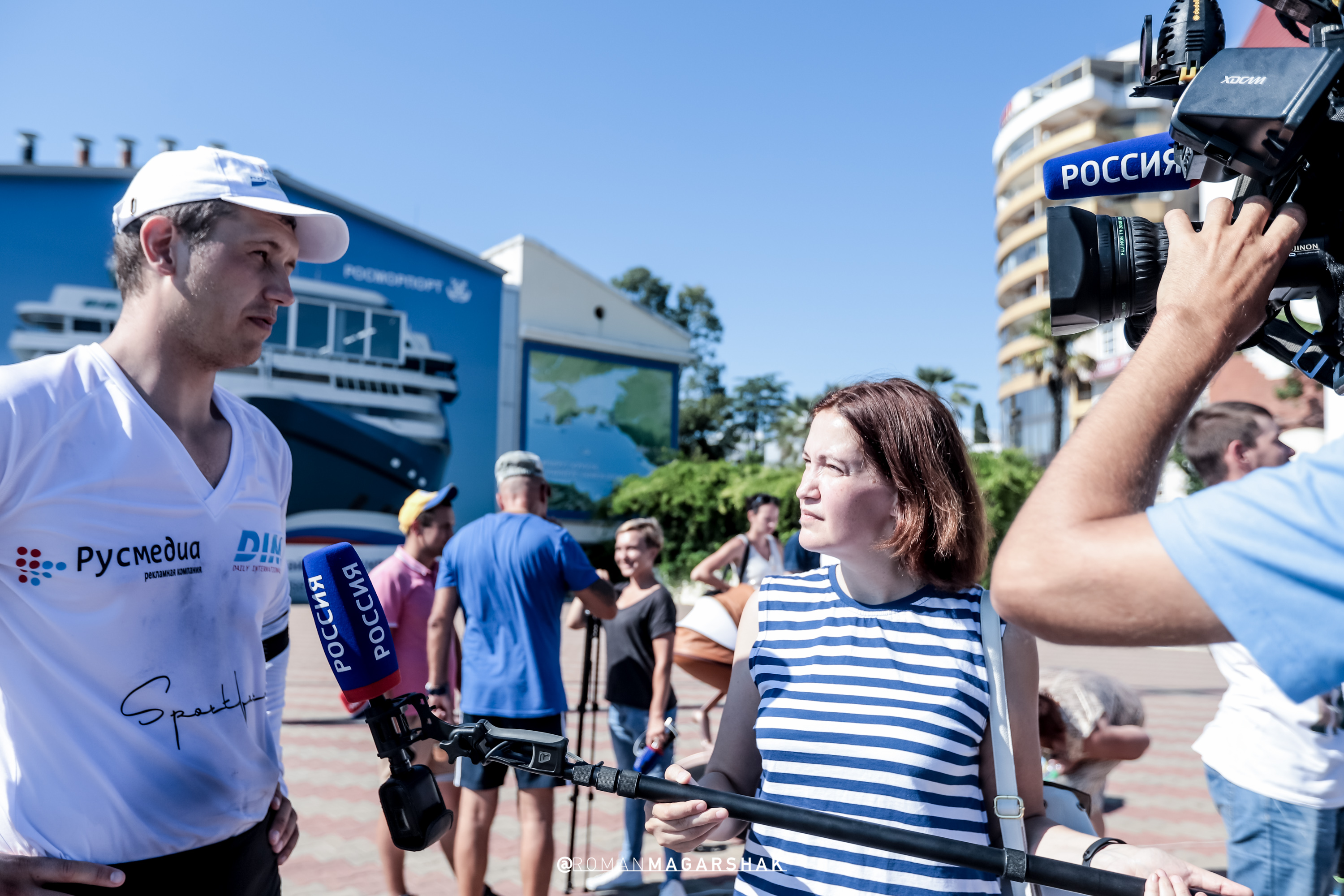
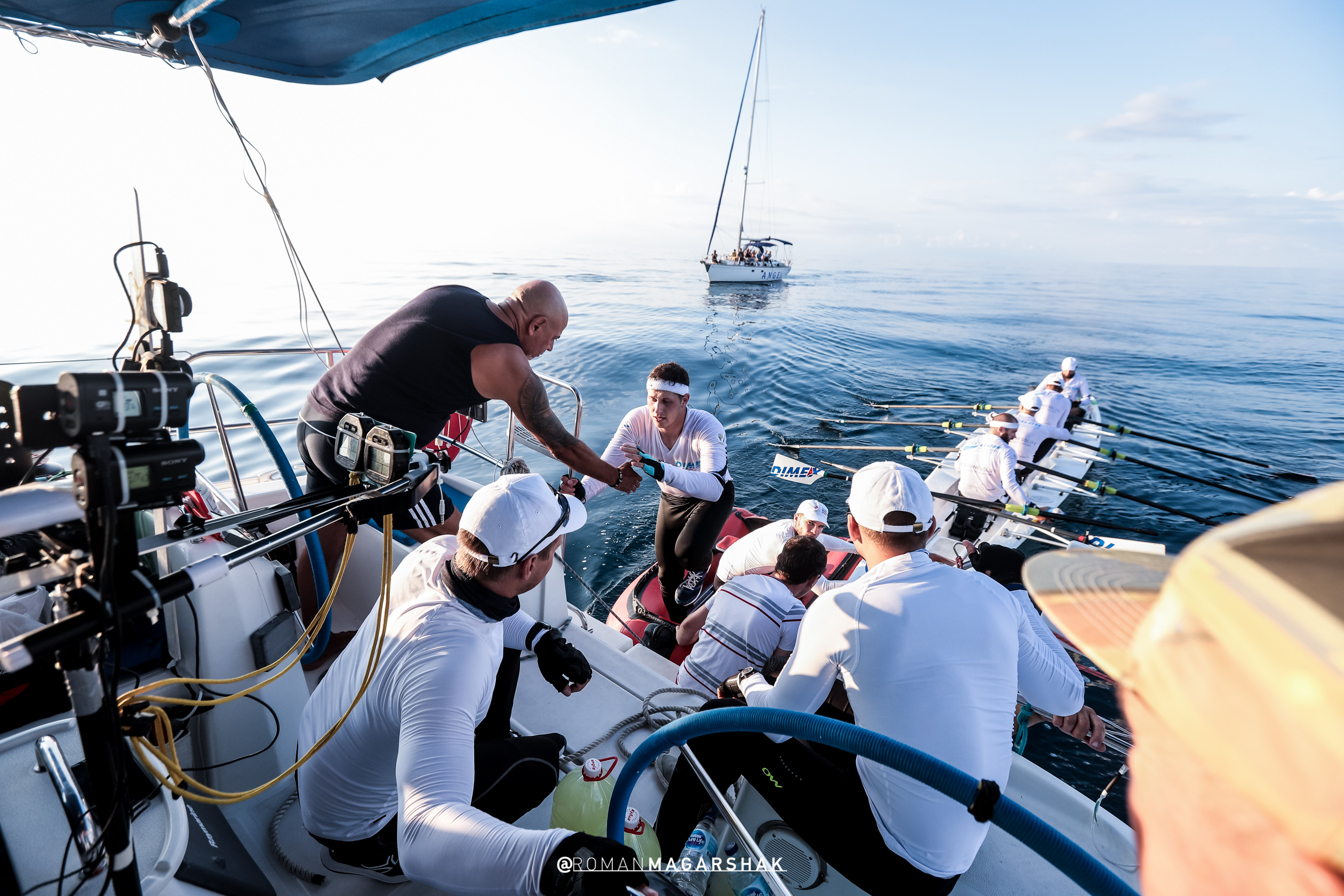
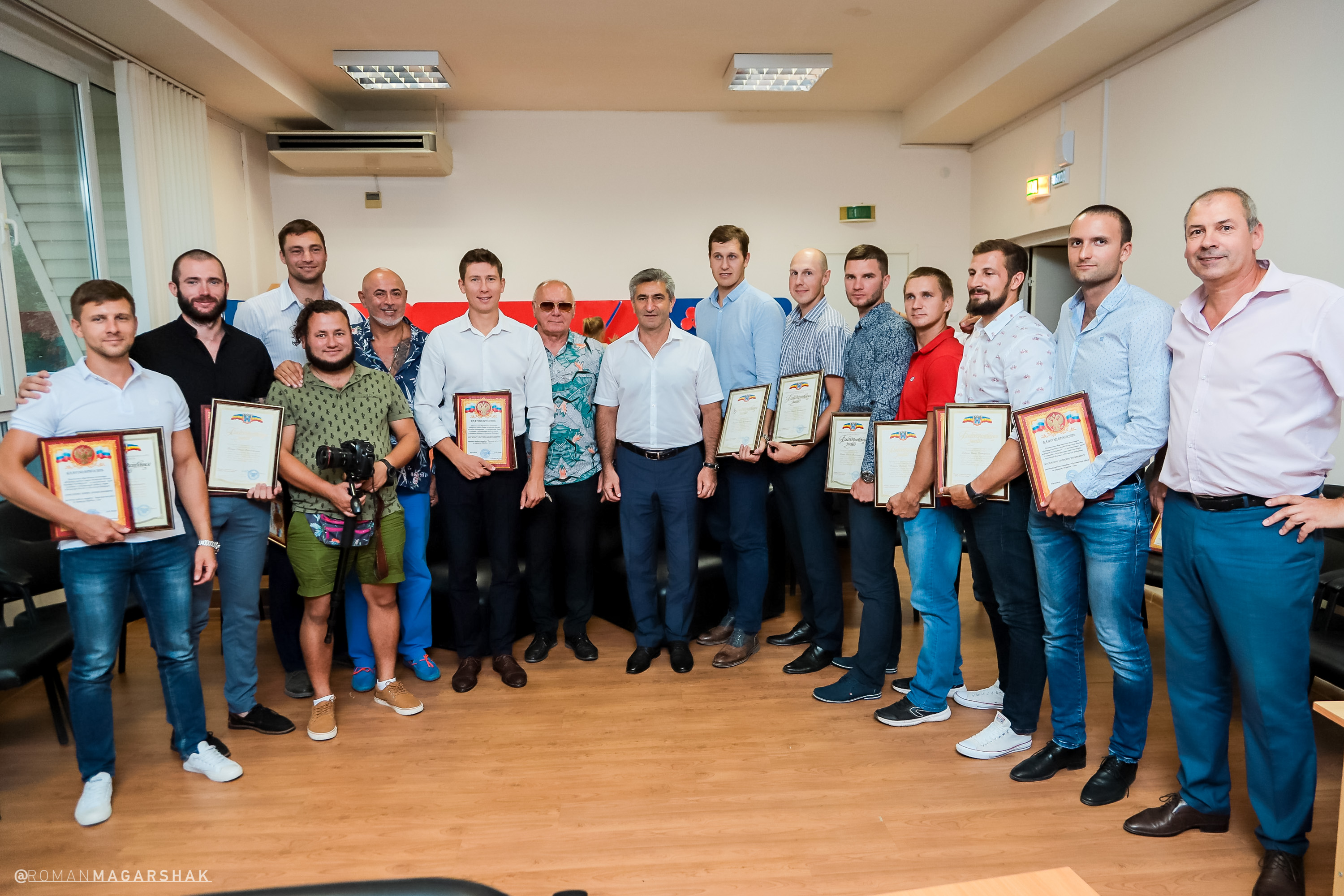
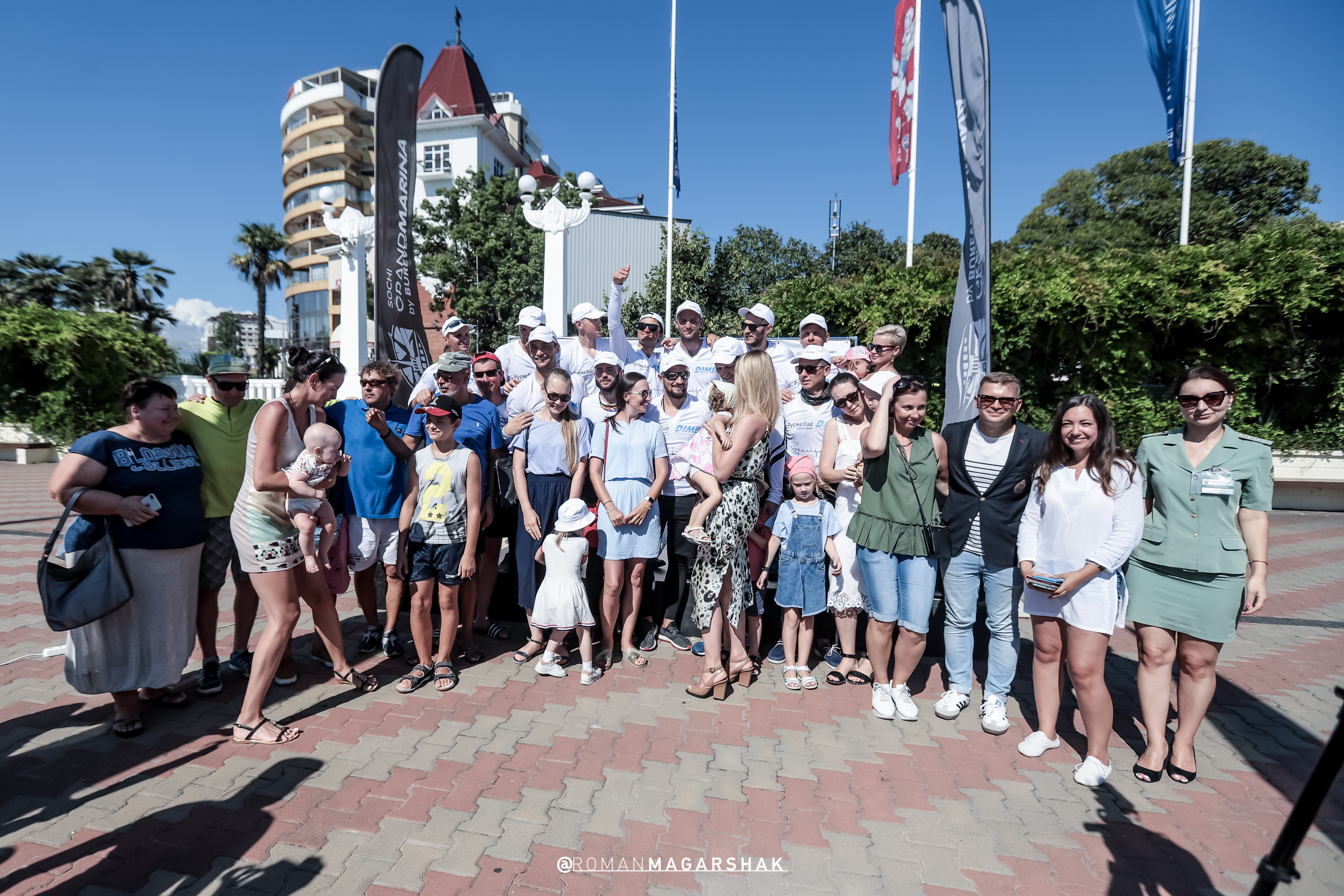
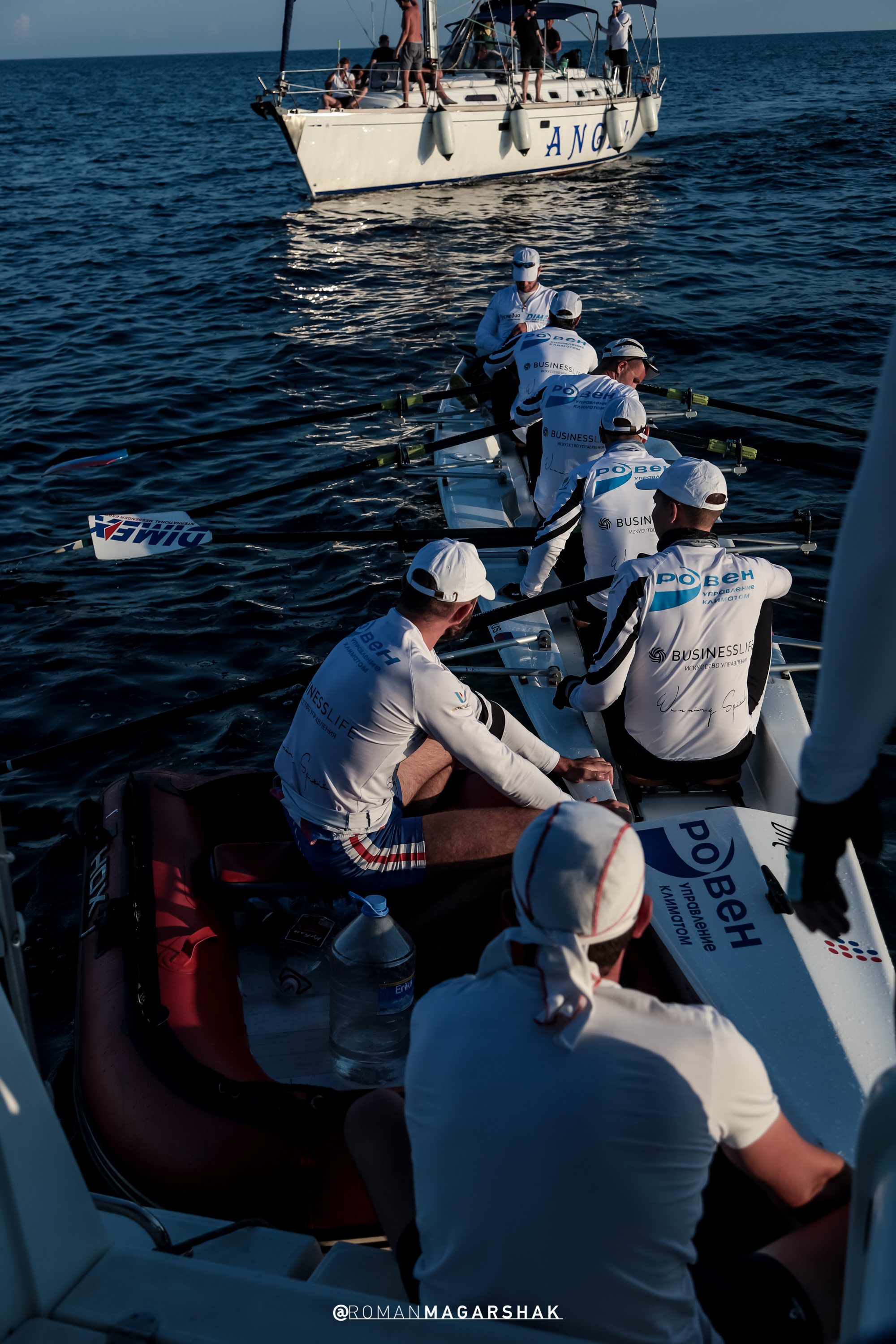
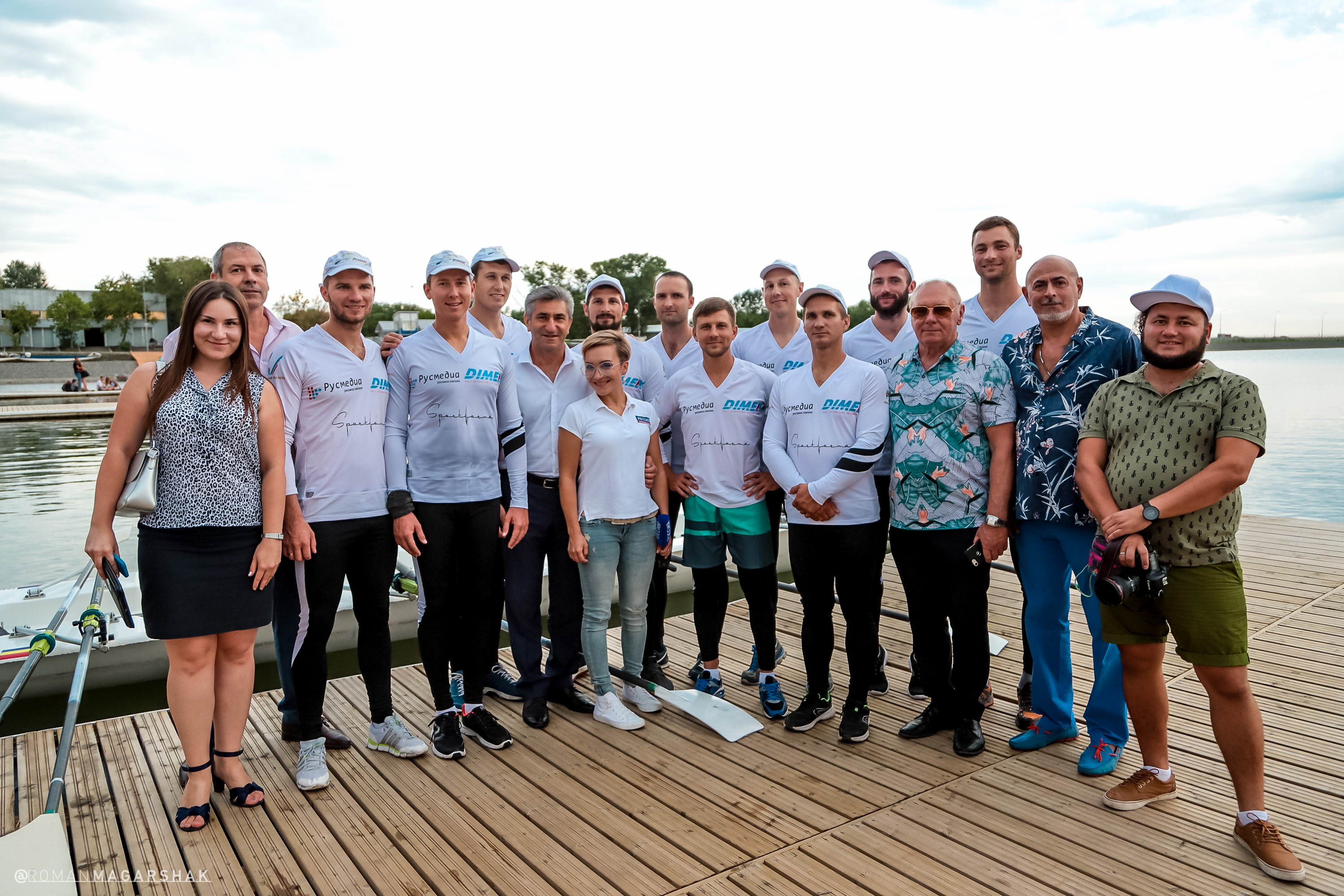